# ایوارنادو
ایوارنادو (به انگلیسی: Aivarnadu) یک روستا در هند است که در کارناتاکا واقع شده‌است.